# Babenco - Alguém Tem que Ouvir o Coração e Dizer: Parou
Babenco - Alguém Tem Que Ouvir o Coração e Dizer: Parou é um documentário lançado em 2019, primeiro filme da atriz, diretora e produtora brasileira Bárbara Paz. O filme teve sua estréia no Festival Internacional de Cinema de Veneza representando o Brasil na competição "Venice Classics" e venceu na categoria de melhor documentário. O Filme também venceu o prêmio da crítica independente Bisato D'oro durante o festival de Veneza. No Brasil, foi lançado pela Imovision nos cinemas em 26 de novembro de 2020.

## Sinopse
O documentário reúne memórias e reflexões de Héctor Babenco, dos 38 anos até os 70.

## Elenco
- Hector Babenco
- Regina Braga
- Willem Dafoe
- Paulo José
- Xuxa Lopes
- Selton Mello
- Fernanda Montenegro
- Bárbara Paz
- Carmo Sodré
- Fernanda Torres
- Dráuzio Varella

## Recepção
No agregador de críticas Rotten Tomatoes, que categoriza as opiniões apenas como positivas ou negativas, o documentário tem um índice de aprovação de 80% calculado com base em 5 comentários dos críticos. Waldemar Dalenogare avaliou o documentário com nota 7/10 dizendo que é uma "proposta muito íntima e muito bonita". Isabela Boscov disse que é "impressionista e profundamente pessoal" e o listou como um dos seus filmes favoritos de 2020. Na Variety, Guy Lodge avaliou como "elegante e comovente."

## Prêmios e indicações
- Melhor documentário no Festival Internacional de Cinema de Mumbai/Índia (MIFF 2020) [10]
- Melhor documentário latino-americano de longa-metragem no Festival Internacional de Cinema de Viña del Mar/Chile (FICVIÑA 2020) [11]
- Menção especial no Festival Internacional de Documentários de West Lake/China (IDF 2020) [12]
- Melhor documentário longa-metragem no Festival Internacional de Documentários de Guangzhou/China (GZDOC 2020) [13]

O filme acabou sendo o escolhido pela Academia Brasileira de Cinema entre 19 longas brasileiros para representar o Brasil no Oscar de melhor filme internacional na 93ª edição do prêmio, porém não foi indicado ao prêmio.